# Six Feet Down Under
Six Feet Down Under – limitowany minialbum amerykańskiej grupy heavymetalowej Metallica. Wydawnictwo ukazało się wyłącznie w Australii i Nowej Zelandii 20 września 2010 nakładem wytwórni Universal Music. Sprzedawano go w sklepach muzycznych w rejonie, przez sklep Metalliki i serwis iTunes. Wydawnictwo zawiera osiem utworów wybranych przez fanów, są nagrania na żywo z archiwów zespołu, które nie zostały wcześniej opublikowane (dwa z każdego roku, w którym Metallica koncertowała w Australii).

## Lista utworów
1. Eye of the Beholder, 4 maja 1989, Festival Hall, Melbourne – 6:33
2. ...And Justice for All, 4 maja 1989, Festival Hall, Melbourne – 9:53
3. Through the Never, 8 maja 1993, Entertainment Centre, Perth – 3:40
4. The Unforgiven, 8 maja 1993, Entertainment Centre, Perth – 7:02
5. Low Man's Lyric, wersja akustyczna, 11 kwietnia 1998, Entertainment Centre, Perth – 7:00
6. Devil's Dance, 12 kwietnia 1998, Entertainment Centre, Perth – 5:49
7. Frantic, 21 stycznia 2004, Entertainment Centre, Perth – 7:46
8. Fight Fire with Fire, 19 stycznia 2004, Entertainment Centre, Perth – 5:09

## Personel
- James Hetfield – śpiew, gitara rytmiczna
- Lars Ulrich – perkusja
- Kirk Hammett – gitara prowadząca, wokal wspierający
- Jason Newsted – gitara basowa, wokal wspierający na ścieżkach 1-6
- Robert Trujillo – gitara basowa, wokal wspierający na ścieżkach 7-8